# Daniele Francesconi

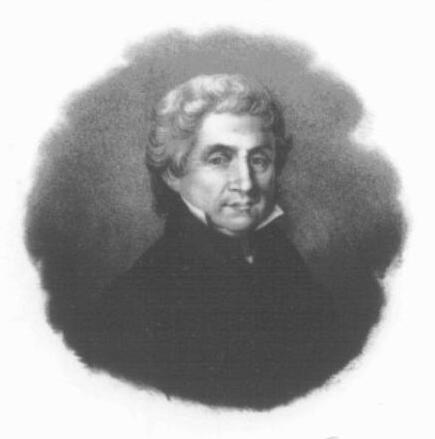
Stampa ritraente Daniele Francesconi

Daniele Francesconi (Cordignano, 1º marzo 1761 – Venezia, 17 novembre 1835) è stato un archeologo, storico e bibliotecario italiano, rettore dell'Università di Padova.

## Biografia
Nacque in una famiglia abbiente, da tempo impegnata nella gestione delle proprietà che i Mocenigo "di San Stae" avevano attorno al palazzo Belvedere di Villa di Villa. I genitori, Lorenzo (pubblico perito e agrimensore) e Elisabetta Soletti, ebbero diversi altri figli di cui sopravvissero solo Giovanni Battista, padre dell'ingegnere Ermenegildo, e Giorgio Pietro, padre del patriota risorgimentale Daniele.
Particolarmente dotato, nel 1773 entrò al seminario di Padova. Nella stessa città studiò legge, laureandosi in utroque iure nel 1782, e già prima di essere ordinato sacerdote fu scelto per insegnare giurisprudenza ai seminaristi che frequentavano l'università. L'anno seguente divenne precettore di Giovanni Barbarigo, rampollo di una famiglia del patriziato veneziano.
In questo stesso periodo sviluppò l'interesse per la matematica e la fisica sperimentale, come dimostrano i suoi interventi in qualità di socio dell'Accademia Patavina. Nel 1793 fu nominato insegnante di geometria e fisica del Collegio di San Marco, ma svolse l'incarico solo per un breve periodo poiché presto seguì a Roma l'ambasciatore della Repubblica di Venezia Pietro Pesaro in quanto insegnante privato di suo figlio Leonardo.
Ivi divenne amico del Canova e di Giovanni Battista Visconti i quali lo spinsero ad approfondire ulteriormente lo studio dell'archeologia e di intraprendere quello delle belle arti. Frequentava a Roma l'Accademia dell'Arcadia dove ebbe occasione di svolgere alcune letture di archeologia e fisica.
Nel 1800 tornò a Padova ove si dedicò, fino al 1804, allo studio della fisica. Nel 1805 fu nominato direttore della biblioteca dell'Università di Padova e appena due anni dopo divenne professore di storia e diplomazia all'interno dello stesso ateneo, cattedra che gli venne più tardi commutata con quella di Diritto Romano. Divenne rettore della stessa università nel 1808. Nel 1812 venne nominato segretario del Regio Istituto Italiano di cui divenne poi membro onorario.
Rimasto a Padova a proseguire i suoi studi per gli anni che seguirono, morì a Venezia nel 1835 probabilmente colpito da ictus.